# Ljudmila Pavličenko
Ljudmila Mihajlovna Pavličenko, rođena Belova (Bila Cerkva, 12. srpnja 1916. – Moskva, 10. listopada 1974.), bila je pripadnica Crvene armije tijekom Drugog svjetskog rata i najuspješnija sovjetska snajperistica.
Likvidirala je 309 neprijateljskih vojnika, uglavnom koristeći poluautomatsku pušku SVT-40, i na taj način postala najuspješnija snajperistica svih vremena. Prije toga, imala je poteškoća da bude primljena u Crvenu armiju, pa joj je u početku dozvoljeno da obavlja vrši samo partizanske zadatke. Tek kad je uočena njena streljačka vještina, primljena je u armiju s činom višeg poručnika. Za svoje zasluge u borbi protiv njemačkog agresora odlikovana je Lenjinovim ordenom. Prilikom njemačkog napada na SSSR, tijekom bitke za Odesu i Sevastopolj, našla se među braniteljima.

## Životopis

### Mladost
Ljudmila Pavličenko je rođena 12. srpnja 1916. godine, u Biloj Cerkvi u tadašnjem Ruskom Carstvu. Kao samouvjerena, samostalna i obdarena učenica, uspješno je završila deveti razred u svom rodnom mjestu, prije nego što se seli u Kijev. Nakon završetka srednje škole, zaposlila se u kijevskoj tvornici oružja u kojoj je radila kao brusač. Ubrzo po dolasku u Kijev, učlanila se u streljački klub društva "Osoaviakhim" u kojem je uspješno završila streljačku obuku. 
Godine 1937., upisala je studiji povijesti na kijevskom sveučilištu.

### Drugi svjetski rat
Rat je Ljudmilu zatekao kao dvadesetčetvorogodišnju studenticu povijesti na kijevskom sveučilištu. Kao i mnogi omladinci, i ona je pohitala da se pridruži Crvenoj armiji u želji da brani domovinu od njemačkih snaga. U početku su je regrutni časnici sumnjičavo gledali kada im je priopćila da ima iskustva u streljaštvu. Pošto u tom trenutku još nisu primane žene u Crvenu armiju, ponudili su joj da bude medicinska sestra, ali je ona to odlučno odbila. Dokazavši svoje umijeće u streljaštvu, primljena je u 25. streljačku diviziju „V. I. Čapajev“ kao snajper. Postala je jedna od 2,000 snajperista u sastavu Crvene armije, od kojih će samo oko njih 500 dočekati kraj rata. Vrlo brzo toga, našla se na bojištu kod Odese u kolovozu 1941. godine.
Prilikom obrane jednog visa iznad sela Biljivke u Odeškoj oblasti, zabilježila je prva dva pogotka među rumunjskim vojnicima koristeći pritom pušku Mosin-Nagan s optičkim nišanom. Zbog učestalih borbi s invazivnim snagama, provešće dva i po mjeseca na ratištu sa svojom divizijom u blizini Odese, gdje će s poluautomatskom puškom (Tokarev SVT-40) opremljenom optičkim nišanom izbaciti iz stroja 187 neprijateljskih vojnika.
Nakon što su Nijemci stekli kontrolu nad Odesom, njena divizija je povučena na poluotok Krim. Tijekom borbi na poluotoku Krimu i tijekom bitke za Sevastopolj, Pavličenkova, koja je 8 mjeseci neprekidno bila na prvoj liniji fronta, ranjena je šrapnelom minobacačke granate u lipnju 1942. godine. Samo mjesec dana nakon što se oporavila od ranjavanja, naređeno joj je da se ukrca u podmornicu i napusti Sevastopolj. S obzirom na to da je Ljudmila postala jedan od simbola borbe protiv njemačkog agresora, njeni pretpostavljeni smatrali su da je njen život previše dragocjen i da bi njena smrt na bojištu znatno utjecala na moral Crvene armije i sovjetskog naroda. Također, zaključeno je da je njena streljačka vještina dragocjena i da bi ona mogla znatno više da doprinese pobjedi Crvene armije kao streljački instruktor. Do trenutka kada je povučena s bojišta, Pavličenko je izbacila iz stroja 309 neprijateljskih vojnika, od kojih je 36 snajperista.
Poslana je u Kanadu i SAD, postavši prva sovjetska građanka koju je primio američki predsjednik, kolovoza 1942. godine.
Stekavši čin bojnika, Pavličenko se više nikada nije vratila na ratište. Umjesto toga postala je instruktor. Obučavala je stotinu sovjetskih snajperista do kraja Drugog svjetskog rata. Godine 1943. odlikovana je Zlatnom zvijezdom i proglašena je za heroja Sovjetskog Saveza.

### Poslijeratno doba
Nakon rata vratila je se na kijevsko sveučilište. U razdoblju između 1945. i 1953. obavljala je dužnost pomoćnice šefa Glavnoga štaba sovjetske ratne mornarice. Sudjelovala je također i u mnogim konferencijama i kongresima. Bila je aktivna u Sovjetskom komitetu ratnih veterana. Preminula je 1974. u 59. godini života i sahranjena je na groblju Novodevičju u Moskvi.